# 털파리하목
털파리하목(Bibionomorpha)은 긴뿔파리아목(Nematocera)의 하목이다. 모기파리와 털파리, 혹파리 등을 포함하고 있다.

## 하위 과
- 털파리상과 (Bibionoidea)
  - 털파리과 (Bibionidae) - 털파리
  - 긴수염버섯파리과 (Hesperinidae)
- 모기파리상과 (Anisopodoidea)
  - 모기파리과 (Anisopodidae) - 모기파리
- 검정날개버섯파리상과 (Sciaroidea)
  - Bolitophilidae
  - 혹파리과 (Cecidomyiidae) - 혹파리
  - Diadocidiidae
  - Ditomyiidae
  - Keroplatidae
  - Lygistorrhinidae
  - 버섯파리과 (Mycetophilidae) - 버섯파리
  - 산모기파리과 (Pachyneuridae)
  - Rangomaramidae
  - 검정날개버섯파리과 (Sciaridae) - 검정날개버섯파리, 작은뿌리파리